# Distretto di Nianzishan
Il distretto di Nianzishan (碾子山区S, Niǎnzishān QūP) è un distretto della Cina, situato nella provincia di Heilongjiang e amministrato dalla prefettura di Qiqihar.